# میشل د نادای
میشل د نادای (انگلیسی: Michele De Nadai؛ زادهٔ ۸ سپتامبر ۱۹۵۴) بازیکن فوتبال اهل ایتالیا است.
از باشگاه‌هایی که در آن بازی کرده‌است می‌توان به باشگاه ورزشی لاتزیو، باشگاه فوتبال سالرنیتانا، باشگاه فوتبال آ.اس. رم، باشگاه فوتبال پیستویزه، باشگاه فوتبال مونتسا، و باشگاه فوتبال آ.ث. میلان اشاره کرد.